# Leskovec (priimek)
Leskovec je priimek več znanih Slovencev:

## Znani nosilci priimka
- Alfred Leskovec, filozof, prevajalec
- Andrea Leskovec, nemcistka, prevajalka, prevodoslovka
- Anita Leskovec (*1965), pisateljica, knjižničarka, ugankarica
- Anton Leskovec (1891—1930), pravnik, dramatik in pisatelj
- Antoša Leskovec (1928—2007), zgodovinar, arhivist
- Benjamin Leskovec, dr., trajnostni aktivist
- Elizabeta (Elza) Leskovec (1930—2021), agronomka, univ. prof.
- Ivana Leskovec (*1960), etnologinja, muzealka
- Ivo Leskovec (1934—2020), gledališki igralec
- Janez Leskovec, zdravnik
- Jure Leskovec (*1980), računalnikar/informatik, podjetnik, univ. prof. v ZDA
- Karel/Karol Leskovec (1920—2003), partizanski poveljnik, polkovnik, pisec spominske literature in mladinski pisatelj
- Leopolda Leskovec (1894—1961), pesnica in pripovednica
- Matej Leskovec (?—1900), časnikar, publicist, prevajalec
- Matej Leskovec (*1984), pionir akvaponike na Slovenskem
- Pavel Leskovec (1920—2017), jezuit, urednik Radia Vatikan
- Primož Leskovec, zborovodja
- Rok Leskovec (*1968), jadralec
- Sandi (Aleksander) Leskovec (1936—1997), kipar samorastnik
- Sibila Leskovec, državna prvakinja v kamnoseštvu
- Venceslava Jordanova (r. Leskovec) (1923—1992), slovensko-bolgarska prevajalka
- Zdenko Leskovec (1922—1987), metalurg